# Úrvalsdeild 2024
La Besta-deild karla 2024 è stata la 113ª edizione della massima divisione del campionato islandese di calcio, la terza con la nuova denominazione, iniziata il 6 aprile e terminata il 27 ottobre 2024.
Il Víkingur è la squadra campione in carica, avendo vinto il suo settimo titolo nella stagione 2023. Il Breiðablik si è laureato campione per la terza volta nella sua storia.

## Stagione

### Novità
Dalla Úrvalsdeild 2023 sono stati retrocessi in 1. deild karla le ultime due classificate, ÍBV Vestmannæyja e Keflavík. Al loro posto sono state promosse ÍA Akraness, prima classificata della 1. deild karla, e la vincitrice dei play-off Vestri, al suo debutto assoluto in massima serie.

### Formula
Nella prima fase le 12 squadre partecipanti si affrontano in un girone all'italiana con partite di andata e ritorno, per un totale di 22 giornate. Al termine della stagione regolare, le squadre vengono divise in due gruppi in base alla classifica: le prime sei formano un nuovo girone e competono per il titolo e la qualificazione alle competizioni europee; le ultime sei, invece, lottano per non retrocedere. In entrambi i gironi le squadre si affrontano in un girone all'italiana, con partite di sola andata, per un totale di 5 giornate. Nel girone per il titolo: la squadra prima classificata è campione di Islanda e si qualifica per il primo turno di qualificazione della UEFA Champions League 2025-2026; la seconda e la terza classificata si qualificano per il primo turno di qualificazione della UEFA Europa Conference League 2025-2026, assieme alla vincitrice della Coppa d'Islanda. Nel girone per la salvezza le ultime due classificate retrocedono direttamente in 1. deild karla.

## Squadre partecipanti
| Club             | Città         | Stadio           | Stagione precedente |
| ---------------- | ------------- | ---------------- | ------------------- |
| Breiðablik       | Kópavogur     | Kópavogsvöllur   | 4° in Úrvalsdeild   |
| FH Hafnarfjörður | Hafnarfjörður | Kaplakriki       | 5° in Úrvalsdeild   |
| Fram Reykjavík   | Reykjavík     | Laugardalsvöllur | 10° in Úrvalsdeild  |
| Fylkir           | Reykjavík     | Wurth Vollurinn  | 8° in Úrvalsdeild   |
| HK Kópavogur     | Kópavogur     | Korinn           | 9° in Úrvalsdeild   |
| ÍA Akraness      | Akranes       | Akranesvöllur    | 1° in 1.deild karla |
| KA Akureyri      | Akureyri      | Akureyrarvöllur  | 7° in Úrvalsdeild   |
| KR Reykjavík     | Reykjavík     | KR-völlur        | 6° in Úrvalsdeild   |
| Stjarnan         | Garðabær      | Stjörnuvöllur    | 3° in Úrvalsdeild   |
| Valur            | Reykjavík     | Valsvöllur       | 2° in Úrvalsdeild   |
| Vestri           | Ísafjörður    | Torfnesvöllur    | 2° in 1.deild karla |
| Víkingur         | Reykjavík     | Víkingsvöllur    | Campione di Islanda |

## Stagione regolare

### Classifica
|  | Pos. | Squadra          | Pt | G  | V  | N | P  | GF | GS | DR  |
|  | ---- | ---------------- | -- | -- | -- | - | -- | -- | -- | --- |
|  | 1.   | Víkingur         | 49 | 22 | 15 | 4 | 3  | 56 | 23 | +33 |
|  | 2.   | Breiðablik       | 49 | 22 | 15 | 4 | 3  | 53 | 28 | +25 |
|  | 3.   | Valur            | 38 | 22 | 11 | 5 | 6  | 53 | 33 | +20 |
|  | 4.   | ÍA Akraness      | 34 | 22 | 10 | 4 | 8  | 41 | 31 | +10 |
|  | 5.   | Stjarnan         | 34 | 22 | 10 | 4 | 8  | 40 | 35 | +5  |
|  | 6.   | FH Hafnarfjörður | 33 | 22 | 9  | 6 | 7  | 39 | 38 | +1  |
|  | 7.   | Fram Reykjavík   | 27 | 22 | 7  | 6 | 9  | 31 | 32 | -1  |
|  | 8.   | KA Akureyri      | 27 | 22 | 7  | 6 | 9  | 32 | 38 | -6  |
|  | 9.   | KR Reykjavík     | 21 | 22 | 5  | 6 | 11 | 35 | 46 | -11 |
|  | 10.  | HK Kópavogur     | 20 | 22 | 6  | 2 | 14 | 26 | 56 | -30 |
|  | 11.  | Vestri           | 18 | 22 | 4  | 6 | 12 | 22 | 43 | -21 |
|  | 12.  | Fylkir           | 17 | 22 | 4  | 5 | 13 | 26 | 51 | -25 |

Legenda:
      Ammessa alla Poule scudetto.
      Ammessa alla Poule retrocessione.
Note:
Tre punti a vittoria, uno a pareggio, zero a sconfitta.
La classifica viene stilata secondo i seguenti criteri:
- Punti conquistati
- Differenza reti generale
- Reti totali realizzate
- Punti conquistati negli scontri diretti
- Differenza reti negli scontri diretti
- Reti realizzate negli scontri diretti
- Reti realizzate in trasferta negli scontri diretti
- play-off (solo per decidere la squadra campione)
- Sorteggio

## Poule scudetto
Le squadre mantengono i punti conquistati nella stagione regolare.

### Classifica
|  | Pos. | Squadra          | Pt | G  | V  | N | P | GF | GS | DR  |
|  | ---- | ---------------- | -- | -- | -- | - | - | -- | -- | --- |
|  | 1.   | Breiðablik       | 62 | 27 | 15 | 4 | 3 | 56 | 23 | +33 |
|  | 2.   | Víkingur         | 59 | 27 | 15 | 4 | 3 | 53 | 28 | +25 |
|  | 3.   | Valur            | 44 | 27 | 11 | 5 | 6 | 53 | 33 | +20 |
|  | 4.   | Stjarnan         | 42 | 27 | 10 | 4 | 8 | 41 | 31 | +10 |
|  | 5.   | ÍA Akraness      | 37 | 27 | 10 | 4 | 8 | 40 | 35 | +5  |
|  | 6.   | FH Hafnarfjörður | 34 | 27 | 9  | 6 | 7 | 39 | 38 | +1  |

Legenda:
      Campione d'Islanda e ammessa alla UEFA Champions League 2025-2026.
      Ammessa alla UEFA Europa Conference League 2025-2026.
Note:
Tre punti a vittoria, uno a pareggio, zero a sconfitta.

## Poule retrocessione
Le squadre mantengono i punti conquistati nella stagione regolare.

### Classifica
|  | Pos. | Squadra        | Pt | G  | V  | N | P  | GF | GS | DR  |
|  | ---- | -------------- | -- | -- | -- | - | -- | -- | -- | --- |
|  | 7.   | KA Akureyri    | 37 | 27 | 10 | 7 | 10 | 44 | 48 | -4  |
|  | 8.   | KR Reykjavík   | 34 | 27 | 9  | 7 | 11 | 56 | 49 | +7  |
|  | 9.   | Fram Reykjavík | 30 | 27 | 8  | 6 | 13 | 38 | 49 | -11 |
|  | 10.  | Vestri         | 25 | 27 | 6  | 7 | 14 | 32 | 53 | -21 |
|  | 11.  | HK Kópavogur   | 25 | 27 | 7  | 4 | 16 | 34 | 71 | -37 |
|  | 12.  | Fylkir         | 21 | 27 | 5  | 6 | 16 | 32 | 60 | -28 |

Legenda:
      Retrocessa in 1. deild karla 2025
Note:
Tre punti a vittoria, uno a pareggio, zero a sconfitta.